# Lollands Vilkår
Lollands Vilkår er en række retsbestemmelser, som blev vedtaget i 1446 på Lollands landsting. Vedtægten indeholder ikke mindst regler om bøndernes retsregler i forhold til godsejerne. Formålet var at styrke godsejernes rettigheder og magt over deres fæstebønder, både for at sikre sig arbejdskraft og nye fæstere til ledige gårde, og for at sikre godsejernes eneret til jagt, fiskeri og skovenes gavntræ. Lollands Vilkår medførte retningslinjer, der favoriserede adelen på bøndernes bekostning i højere grad end noget andet sted i landet.:18 
Retsdokumentet blev vedtaget af kongens høvedsmænd på de to lollandske borge Ålholm og Ravnsborg, af biskoppen i Odense, hvis stift Lolland hørte under, af prioren i Halsted Kloster og Lollands ridderskab og senere stadfæstet af kongen.

## Indhold
Vedtægten indeholder blandt andet regler om udførelsen af domme, beskyttelse for mark- og skovfred, forbud mod jagt for bønder og vornede, påbud om, at bønderne skal plante humle og frugttræer samt forbud mod for stort gede- og hundehold. Desuden er der en række regler, der skal sikre godsejerne adgang til arbejdskraft på deres godser. Dokumentet fastslår således, at ugifte personer ikke må gå på dagleje, men skal slutte kontrakt for mindst et halvt år, og at kun vanføre og fattige personer må bo i andres husstande som indsiddere. Arbejdsløse husmænd skal forsynes med bolig af deres jorddrot, men har så pligt til at arbejde for denne.
Lollands Vilkår er den ældste bevarede lov, der omfatter regler for vornedskab.